# Список поштових кодів Греції
Список поштових кодів Греції наводить перші 3 цифри поштових кодів Греції.

## 100: Агломерація Афін
- 100: Афіни
- 101: Афіни
- 102: Афіни, Платамон
- 103: Афіни
- 104: Афіни, південно-західний район and Осонія
- 105: Афіни, поруч із Національний банк Греції, центральна частина
- 106: Афіни, район вулиці Панепістиміу, східна частина
- 107: Афіни
- 108: Афіни
- 109: Афіни
- 110: Афіни
- 111: Афіни, Галаці (центр)
- 112: Афіни
- 113: Афіни
- 114: Афіни, північно-східна частина
- 115: Афіни, Абелокіпі, Психіко
- 116: Афіни
- 117: Афіни
- 118: Афіни
- 119: Афіни
- 120: Афіни
- 121: Афіни, Перістері
- 122: Афіни, Егалео
- 123: Афіни, Ая-Варвара
- 124: Афіни, Хаїдарі
- 125: Афіни
- 126: Афіни, Перістері
- 127:
- 128:
- 129:
- 130:
- 131: Іліо
- 132: Петруполі
- 133: Ано-Ліосія, Філі
- 134: Каматеро, Зефірі
- 135: Агії Анаргірі
- 136: Ахарнес
- 137:
- 138:
- 139:
- 140:
- 141: Іракліо, Ліковрісі
- 142: Неа-Іонія
- 143: Неа-Халкідона, Неа-Філадельфія
- 144: Метаморфосі
- 145: Айос-Стефанос, Аніксі, Діонісос, Дросія, Екалі, Кіфісія, Родополі
- 146: Неа-Еритрея
- 147:
- 148:
- 149:
- 150:
- 151: Марусі, Пефкі
- 152: Халандрі, Філотеї, Неа-Пентелі, Пентелі, Вріліссія
- 153: Ая-Варвара, Антусса, Геракас, Гліка-Нера, Палліні
- 154: Ая-Параскеві, Психіко, Нео-Психіко
- 155: Холаргос
- 156: Папагос
- 157: Зографу, Афінський університет
- 158:
- 159:
- 160:
- 161: Кесаріані
- 162: Віронас
- 163: Іліуполі
- 164: Аргіруполі
- 165:
- 166: Айос-Космас, Гліфада, Вула, Вуліагмені
- 167: Еллінікон, Варі
- 168:
- 169:
- 170:
- 171: Неа-Смірні
- 172: Егалео, Дафні, Іміттос
- 173: Айос-Дімітріос
- 174: Алімос
- 175: Палео-Фаліро
- 176: Каллітея
- 177: Таврос
- 178:
- 179:
- 180:
  - 10: Егіна
  - 20: Порос, Тройзен
  - 30: Метана
  - 40: Ідра
  - 50: Спеце
- 181: Корідаллос
- 182: Айос Іоанніс Рентіс
- 183: Мосхато
- 184: Нікея
- 185: Пірей
- 186: Драпецона
- 187: Кераціні
- 188: Перама
- 189: Саламін
- 190:
  - 01: Кератея
  - 02: Пеанія
  - 03: Куварас, Маркопуло Месогея
  - 04: Спата-Луца
  - 05: Неа-Макрі
  - 06: Віліа
  - 07: Грамматіко, Марафон
  - 08: Ерітрес
  - 09: Пікермі, Рафіна
  - 10: Калівія Торіку
  - 11: Авлона, Малакаса
  - 12: Неа-Перамос, Іні, Пілі
  - 13: Анавіссос, Палеа-Фокея
  - 14: Афіднес , Капандріті, Полідендрі, Варнава
  - 15: Маркопуло Оропу, Оропос, Сароніда, Скала-Оропу, Сікаміно
  - 16: Артеміда
  - 17: Каламос
- 191: Мегара
- 192: Елефсін
- 194: Кропія
- 193: Аспропіргос
- 195: Лавріон, Айос-Константінос
- 196: Магула, Мандра
- 197—199: не використовуються

## 200: Пелопоннес і Південна Іонія
- 200: Коринфія окрім міст Алея, Коринф, Лутракі, Сікіон і Ксилокастро
  - 01: Зевголатіо
  - 02: Вело
  - 03: Аї-Теодорі
  - 04: Солігія
  - 05: Атікія
  - 06-07: не використовуються
  - 08: Хіліомоді
  - 09: Дервені
  - 10: не використовуються
  - 11: Ассос-Лехео
  - 12-13: не використовуються
  - 14: Гура
  - 15: не використовуються
  - 16: Стимфалія
  - 17-99: не використовуються
- 201: Коринф
- 202: Кіато
- 203: Лутракі
- 204: Ксилокастро
- 205: Алея, Немея
- 206—209: не використовуються
- 210:
  - 00-50: не використовуються
  - 51: Ерміоні
  - 52: Аскліпіо
  - 53: Неа-Кіос
  - 54: не використовуються
  - 55: Мідеа
  - 56: не використовуються
  - 57: Ахладокампос
  - 58: Ліркія
  - 59: Епідавр
  - 60: Асіні
  - 61-99: не використовуються
- 211: Нафпліон, Неа-Тиринфа
- 212: Аргос, Лерна, Мікени
- 213: Краніді
- 214—219: не використовуються
- 220:
  - 01: Бореа-Кінурія
  - 02: Левіді
  - 03: Лангадія
  - 04: не використовуються
  - 05: Мантінея
  - 06: не використовуються
  - 07: Діміцана
  - 08: Тропея
  - 09: не використовуються
  - 10: Вітіна
  - 11: не використовуються
  - 12: Тегея
  - 13: не використовуються
  - 14: Клітор
  - 15: Контовазена
  - 16: Скірітіда
  - 17-20: не використовуються
  - 21: Леонатрі
  - 22: Карітена
  - 23-26: не використовуються
  - 27: Като-Асея
  - 28: Іреа
  - 29: Тірос
- 221: Триполі, Давія, Стено
- 222: Мегалополіс
- 223—229: не використовуються
- 230:
  - 01 — 50 не використовуються
  - 51: Скала
  - 52: Молаі
  - 53: Віес (Ватіка), Елафонісос
  - 54: Фаріс
  - 55: Елос
  - 56: Асопос
  - 57: Крокеес
  - 58: Геракі
  - 59: Пеллана
  - 60: Ніата
  - 61: Смінос
  - 62: Ареополі
  - 64: Селласія
  - 65 — ** 66: Котрона
  - 67: Каріес
  - 68: Ріхеа
  - 70: Монемвасія
  - 71 — південний Мані
  - 72 до 99 — не використовуються
- 231: Спарті, Містра, Терапнес
- 232: Гітіо
- 233—239: не використовуються
- 240:
  - 01: Хіліохорія, Пілос
  - 02: Валіра/Ітомі, Мелігалас, Іхалія
  - 03: Копанакі
  - 04: Короні
  - 05: Петаліді
  - 06: Метоні
  - 07: не використовуються
  - 08: Анданія
  - 09: Фурія
  - 10: Лонга
  - 11: Доріо
  - 12: Аріс
  - 13: Андруса
  - 14: Папафлессас, Вуфрадес
  - 15: Арістоменіс
  - 16: Авіа
  - 21: Авлона
  - 22: Кардамілі
- 241: Каламата
- 242: Месіні
- 243: Філіатра
- 244: Гаргаліоані
- 245: Кіпаріссія
- 246: Несторас
- 247—249: не використовуються
- 250:
  - 01: Калаврита
  - 02: Врахнаїка
  - 03: Діакопто
  - 04: Паос, Дафні
  - 05: Сагіка
  - 06: Акрата
  - 07: Лефкасіо
  - 08: Халандріца, Фаррес
  - 09: Ерінеос
  - 10: Егіра
  - 15: Ерімантея
  - 16: Ароанія
- 251: Егіо, Рододафні
- 252: Като-Ахая, Дімі, Аліссос, Оленія
- 253:
- 254:
- 255:
- 256:
- 257:
- 258:
- 259:
- 260:
- 261: Патрський університет, Патри (центр), Ріо
- 262: Патри
- 263: Патри, Паралія
- 264:
- 265: Оврія , Патри, Паралія
- 266: Патри
- 267:
- 268:
- 269:
- 270: Варда, Ламбія
  - 50: Аркуді, Кастро, Кілліні, Вартоломіо
  - 51: Андравіда
  - 52: Вупрасія, Лаппа, Метохі, Ларіссос
  - 53: Лехена
  - 54: Захаро
  - 55: Крестена
  - 56: Фігалія
  - 57: Трагано
  - 58-61: не використовуються
  - 61: Андріцена, Неда
  - 62: Аліфіра і Дафнула
  - 63: Лампія
  - 64: Каратула
  - 65: Олімпія
  - 66: Лала
  - 68: Кілліні, Гліфа
  - 69: Сімопуло, Амаліада (захід)
- 271: Піргос , Вунарго
- 272: Амаліада
- 273: Гастуні і Калівія
- 274—279: не використовуються
- 280: Фіскардо, північ і схід острова Кефалінія
  - 00-79: не використовуються
  - 80: Самі, східна Кефалінія
  - 81: Ая-Ефтимія, Фіскардо, північна Кефалінія
  - 82: південна Кефалінія
  - 83: Кераміс
  - 84:
  - 85: Ерісос
  - 86: Порос
  - 87-99: не використовуються
- 281: Аргостоліон
- 282: Ліксурі
- 283: Ітака
- 284—289: не використовуються
- 290: Закінф
  - 90: Алікес
  - 91: Волімес,
  - 92: Махерадо, Лагано
- 291: Закінф, Ванато
- 292—299: не використовуються

## 300s: Central Greece, the Sporades and Lefkada
- 300:
  - 01: Oiniades
  - 02: Anaktorio
  - 03-04: не використовуються
  - 05: Thestieis (Aitoloacarnania)
  - 06: Astakos
  - 07: не використовуються
  - 08: Thermo
  - 09: Fyteies
  - 10: Paravola
  - 11: Arakynthos
  - 12: Кекропія
  - 13: не використовуються
  - 14: Chalkia
  - 15: Medeonas
  - 16: Menidi
  - 17: Inachos
  - 18: не використовуються
  - 19: Alyzia
  - 20: не використовуються
  - 21: Parakampylia
  - 23: Apodotia
  - 24-25: не використовуються
  - 26: Pyllini
- 301: Agrinio, Neapoli, Panaitoliko
- 302: Messolonghi, Antirrio
- 303: Nafpaktos
- 304: Aitoliko, Angelokastro
- 305: Amfilochia
- 306—309 — не використовуються
- 310: Lefkada
  - 80: Karya
  - 81: Kastos isl and
  - 82: Vasiliki
  - 83: Meganissi
- 311: Ellomeno, Lefkada
- 312—319: не використовуються
- 320: Viotia
  - 01: Aliartos
  - 02: Thespies (Viotia), Vayia
  - 03: не використовуються
  - 04: Arachova
  - 05: Distomo
  - 06: не використовуються
  - 07: Koroneia
  - 08: Dervenochori
  - 09: Schimatari
  - 10: Thisvi
  - 11: Oinofyta
- 321: Livadeia, Cheronia
- 322: Thebes, Akrefnio, Platees, Tanagra
- 323: Orchomenos
- 324—329: не використовуються
- 330: Phokida
- 330
  - 01-48: не використовуються
  - 50: Desfina
  - 51: Parnassos
  - 52: Galaxidi
  - 53: Lidoriki
  - 54: Delphi
  - 55: не використовуються
  - 56: Efpalio
  - 57: Gravia
  - 58: Tolofona
  - 59-60: не використовуються
  - 61: Vardousia
  - 62: не використовуються
  - 63: Kallieis
  - 64-99: не використовуються
- 331: Amfissa
- 332: Itea
- 333—339: не використовуються
- 340: Euboea
  - 01: Kafireas, Karystos
  - 02: Lilantia
  - 03: Kymi
  - 04: Kireas
  - 05: Elymnies
  - 06: Amarynthos
  - 07: Skyros
  - 08: Eretria
  - 09: Авлона
  - 10: Nileas
  - 11: не використовуються
  - 12: Oreoi
  - 13: Marmari
  - 14: Dirfys
  - 15: Styra
  - 16: Konistres
  - 17: Dystos
- 341 — Anthidona, Avlida, Chalkida
- 342 — Artemisio, Istiea
- 343 — Aidipsos, Lichada
- 344 — Messapia
- 345 — Taminaioi
- 346 — Неа-Artaki
- 347 — 349 — не використовуються
- 350: Fthiotis
  - 01 — Malesina
  - 02 — Amfikleia
  - 03 — Sperchiada
  - 04 — Elatia
  - 05 — Opountia
  - 06 — Айос-Константінос
  - 07 — Dafnousia
  - 08 — Kamena Vourla
  - 09 — Molos
  - 10 — Anavra in Magnesia, Domokos, Ypati
  - 11 — Makrakomi
  - 12 — не використовуються
  - 13 — Pelasgia
  - 15 — Tithorea
  - 16 — Xyniada
  - 17 — Айос-Georgios Tymfristou, Tymfristos
- 351 — Lamia, Gorgopotamos, Leianokladi, Pavliani, Thessaliotida
- 352 — Atalanti
- 353 — Stylida, Raches Stylidas
- 354 — 359 — не використовуються
- 360 — Evrytania
  - 00 through 69 — не використовуються
  - 70 — Aspropotamos
  - 71 — Frangista, Viniani
  - 72 — Aperantia
  - 73 — Agrafa
  - 74 — Prousos
  - 75 — Potamia
  - 76 — Domnista
  - 77 through 79 — не використовуються
  - 80 — Fourna, Ktimenia
- 361 — Karpenisi
- 362 through 369 — не використовуються
- 370 — Magnesia Prefecture
  - 00 — never used
  - 01 — Zagora
  - 02 — Skiathos
  - 03 — Skiathos and Skopelos
  - 04 — не використовуються
  - 05 — Alonissos
  - 06 — Argalasti and Lafkos
  - 07 — Pteleos
  - 08 — Sourpi
  - 09 — Trikeri
  - 10 — Afetes and Milea
  - 11 — Makrinitsa and Portaria
  - 12 — Tsangarada
  - 13 through 99 — не використовуються
- 371 — Almyros
- 373 — Agria
- 374 — Неа-Anchialos
- 375 — Feres, Karla
- 376 through 379 — не використовуються
- 380 — Volos, downtown, central part
- 381 — Volos
- 382 — Volos
- 383 — Неа-Іонія
- 384 — Неа-Іонія, central part
- 385 — Артеміда, Dimini, Iolkos and Keramidi
- 386 through 399 — не використовуються

## 400s: Thessaly, Epirus and Corfu including southeastern Grevena
- 400 — Larissa prefecture, except for the Larissa area and central Larissa
  - 01 — Antichasia
  - 02 — Livadi
  - 03 — Agia, Lakereia, Melivoia
  - 04 — Gonnoi
  - 05 — Verdikousa
  - 06 — Makrychori, Nessonas
  - 07 — Evrymenes and Kato Olympos
  - 08 — не використовуються
  - 09 — Platykampos
  - 10 through 99 — не використовуються
- 401 — Tyrnavos, Avdelia, Smixi and Vlachogianni
- 402 — Elassona, Karya Olympou and Olympos
- 403 — Farsala, Enipeas, Kato Olympos, Narthaki
- 404 — Ampelonas
- 405 through 409 — не використовуються
- 410 — Larissa
- 411 — Larissa
- 412 — Larissa
- 413 — Larissa
- 414 — Larissa
- 415 — suburban Larissa, Armenio, Giannouli, Koilada, Kileler, Lakeria, Нікея
- 416 through 419 — не використовуються
- 420 — prefecture of Trikala
  - 01 through 29 — не використовуються
  - 30 — Megala Kalyvia
  - 31 — Farkadona
  - 32 — Athikes, Пілі and Pynda
  - 33 — Myrofyllo
  - 34 and 35 — не використовуються
  - 36 — Kastania
  - 37 — Neraida, Messochora
  - 38 through 99 — не використовуються
- 421 — Trikala, Estiaiotida, Faloreia, Gomfi, Kallidendro, Koziakas, Paliokastro, Paralithis, Pelinnaioi, Pialeia and Aspropotamos
- 422 — Kalampaka
- 423 — Oichalia
- 424 through 429 — не використовуються
- 430 — Karditsa, except Palamas and Sofades
  - 00 through 59 — не використовуються
  - 60 — Mouzaki and Nevropoli Agrafon
  - 61 — Pamisos
  - 62 — Fyllo
  - 63 — Tamasio
  - 64 — Ithomi
  - 65 — Argithea
  - 66 — Acheloos
  - 67 — Plastiras
  - 68 — Rentina
  - 69 — Athamanes
  - 70 through 99 — не використовуються
- 431 — Karditsa, Kallithiro, Kallifono, Mitropoli
- 432 — Palamas
- 433 — Sofades, Kedros and Matarangas Karditsas
- 434 through 439 — не використовуються
- 440 — Ioannina prefecture except for the Ioannina area
  - 01 — Pramanta, Kalarites and Matsouki
  - 02 — Delvinaki
  - 03 — Evrymenes, Molossi and Zitsa
  - 04 — Ano Kalamas, Kalpaki
  - 05 — не використовуються
  - 06 — Ano Pogoni
  - 07 — Kentriko Zagori
  - 08 — Fourka
  - 09 — Derviziana
  - 10 — Tymfi
  - 11 and 12 — не використовуються
  - 13 — Katsanochoria
  - 14 — Vovousa
  - 15 — Aetomilitsa and Mastorochoria
  - 16 — Papingo
  - 17 and 18 — не використовуються
  - 19 — Distrato
  - 20 through 99 — не використовуються
- 441 — Konitsa
- 442 — Metsovo, Mikro Peristeri and Milea
- 443 through 449 — не використовуються
- 450 — Ioannina
- 451 — Ioannina
- 452 — Ioannina and Sirako
- 453 — Ioannina
- 454 — Ioannina
- 455 — Айос-Дімітріос, Anatoli, East Zagori, Bizani, Dodona, Екалі, Ioannina Isl and, Pamvotida, Pasaronas, Перама, Sella and Tzoumerka
- 456 through 459 — не використовуються
- 460 — Thesprotia, excl. Igoumenitsa
  - 00 through 29 — не використовуються
  - 30 — Margariti
  - 31 — Acherontas and Samonida-Glykis
  - 32 through 99 — не використовуються
- 461 — Igoumenitsa, Parapotamos, Perdika and Syvota
- 462 — Paramythia
- 463 — Filiates and Sagiada
- 464 through 469 — не використовуються
- 470 — Arta
  - 01 through 39 — не використовуються
  - 40 — Kompoti
  - 41 — Arachthos
  - 42 — Філотеї
  - 43 — Agnanta
  - 44 — Iraklia
  - 45 — Athamania and Theodoriana
  - 46 — не використовуються
  - 47 — Tetrafylia
  - 48 — Georgios Karaiskakis
  - 49 — не використовуються
  - 50 through 99 — не використовуються
- 471 — Arta, Amvrakikos, Kommeno, Melissourgoi and Vlacherna
- 472 — Peta
- 473 through 479 — не використовуються
- 480 — Preveza, Zalongo
  - 01 through 59 — не використовуються
  - 60 — Parga
  - 61 — Louros
  - 62 — Fanari
  - 63 through 99 — не використовуються
- 481 — Preveza
- 482 — Anogeio, Xirovouni, Filippiada and Vathypedo
- 483 — Kranea, Thesprotiko
- 484 through 489 — не використовуються
- 490 — Corfu prefecture
  - 00 through 79 — не використовуються
  - 80 — Korissia and Lefkimmi
  - 81 — Esperion, Meliteieis
  - 82 — Paxoi
  - 83 — Айос-Georgios, Corfu, Faiakes, Palaiokastritsa
  - 84 — Achilleio
  - 95 through 99 — не використовуються
- 491 — Corfu, Erikoussa, Kassiopi, Mathraki, Othonoi, Parelii and Thinali
- 492 through 499 — не використовуються

## 500s: Central, Northwestern, Western and Southern Macedonia excluding southeastern Grevena
- 500 — Kozani prefecture
  - 01 — Neapoli
  - 02 — Tsotyli
  - 03 — Askio
  - 04 — Aiani or Aiane
  - 05 — Mouriki
  - 06 — Komnina
  - 07 — Arrernes and Pentalofos
  - 08 — не використовуються
  - 09 — Vlasti or Blasti
  - 10 — Elimeia
  - 11 through 99 — не використовуються
- 501 — Kozani and Koilada
- 502 — Ptolemaida, Ая-Параскеві and Дімітріос Ypsilantis
- 503 — Siatista
- 504 — Velventos
- 505 — Servia, Kamvounia and Livadero
- 506 through 509 — не використовуються
- 510 — small parts of the Grevena area
  - 01 through 29 — не використовуються
  - 30 — Irakleotes
  - 31 — не використовуються
  - 32 — Polyneri, Mesolouri
  - 33 through 99 — не використовуються
- 511 — Grevena, Chasia, Dotsiko, Filippi, Gorgiani, Космас o Aitolos, Perivoli, Samarina, Theodoros Ziakas and Ventzio
- 512 — Deskati
- 513 through 519 — не використовуються
- 520 — most of the Kastoria area
  - 01 through 49 — не використовуються
  - 50 — Kastraki
  - 51 — Nestorio
  - 52 — Аї-Anargyroi
  - 53 — Ion Dragoumis
  - 54 — Kleisoura
  - 55 — Korestia
  - 56 — Makednoi
  - 57 — не використовуються
  - 58 — Akrites and Aliakmonas
  - 59 — Vitsi
  - 60 through 69 — не використовуються
- 521 — Kastoria and Agia Triada
- 522 — Orestida
- 523 through 529 — не використовуються
- 530 — most of the Florina area
  - 01 through 69 — не використовуються
  - 70 — Filotas
  - 71 — Meliti
  - 72 — не використовуються
  - 73 — Lechovo
  - 74 — не використовуються
  - 75 — Aetos
  - 76 — не використовуються
  - 77 — Krystallopigi and Prespes
  - 78 — Nymfaio
  - 79 through 99 — не використовуються
- 531 — Florina, Kato Kleines and Perasma
- 532 — Amyntaio
- 533 through 539 — не використовуються
- 540 — Thessaloniki
- 541 — Thessaloniki
- 542 — Thessaloniki
- 543 — Thessaloniki
- 544 — Thessaloniki
- 545 — Thessaloniki, Каллітея, Mygdonia
- 546 — Thessaloniki
- 547 — Thessaloniki
- 548 — Thessaloniki
- 549 — Thessaloniki
- 550 — Thessaloniki
- 551 — Thessaloniki, Kalamaria
- 552 — Thessaloniki, Panorama and Pylaia
- 553 — Thessaloniki, Tri andria
- 554 — Thessaloniki, Айос-Pavlos
- 555 — Thessaloniki, eastern part
- 556 — Thessaloniki, eastern part
- 557 — Thessaloniki, eastern part
- 558 — Thessaloniki
- 559 — Thessaloniki
- 560 — Thessaloniki, northern part
- 561 — Ampelokipoi, Menemeni
- 562 — Eleftherio-Kordelio, Evosmos and Neapoli
- 563 — Thessaloniki
- 564 — Efkarpia and Stavroupoli
- 565 — Polichni
- 566 — Sykies
- 567 — Thessaloniki area
- 568 — Thessaloniki area
- 569 — Thessaloniki
- 570 — Thessaloniki prefecture except for the Thessaloniki Metropolitan Area
  - 01 — Thermis and Pikrolimni
  - 02 — не використовуються
  - 03 — Айос-Athanasios
  - 04 — Michaniona
  - 05 — Sochos
  - 06 — Vasilika
  - 07 — Халкідона
  - 08 — Echedoros
  - 09 — не використовуються
  - 10 — Chortiatis, Pefka and Rentina
  - 11 — не використовуються
  - 12 — Kallindoia and Koroneia
  - 13 — Oraiokastro
  - 14 — Lachana, Madytos
  - 15 — Apollonia
  - 16 through 18 — не використовуються
  - 19 — Thermaikos
  - 20 — не використовуються
  - 21 — Asprovalta
  - 22 through 99 — не використовуються
- 571 — Thermi, Koufalia
- 572 — Lagkada, Assiros and Vertiskos
- 573 — Chalastra, Kymira and Profiti
- 574 — не використовуються
- 575 — Mikra
- 576 through 579 — не використовуються
- 580 — Pella Prefecture
  - 01 — не використовуються
  - 02 — Arnissa, Panagitsa
  - 03 — не використовуються
  - 04 — Exaplatanos
  - 05 — Pella
  - 06 through 99 — не використовуються
- 581 — Giannitsa and Kyrros
- 582 — Edessa
- 583 — Megas Alex andros and Krya Vrysi
- 584 — Aridaia
- 585 — Skydra and Meniida
- 586 through 589 — не використовуються
- 590 — Imathia prefecture
  - 01 through 30 — не використовуються
  - 31 — Meliki and Vergina
  - 32 — Platy
  - 33 — Apostolos Pavlos
  - 34 — Eirinoupoli
  - 35 — Anthemia
  - 36 through 99 — не використовуються
- 591 — Veria (Verroia), Antigonides, Dovras and Makedonida
- 592 — Naoussa
- 593 — Alex andria
- 594 through 599 — не використовуються

## 600s: Central, Eastern, Northern, Southern Macedonia and Thrace
- 600 — Pieria area
  - 01 through 60 — не використовуються
  - 61 — Kolindros
  - 62 — Korinos
  - 63 — Anatolikos Olympos
  - 64 — Pydna
  - 65 — не використовуються
  - 66 — Methoni
  - 67 through 99 — не використовуються
- 601 — Каллітея, Katerini, Kondariotissa, Паралія, Petra and Pierion
- 602 — Litochoro
- 603 — Aiginio
- 610 — Kilkis Prefecture
  - 01 — не використовуються
  - 02 — Cherso and Evropos
  - 03 — northern part including Doirani and Mouries
  - 04 through 99 — не використовуються
- 611 — Kilkis, Gallikos and Kroussa
- 612 — Polykastro
- 613 — Goumenissa
- 614 — Axioupoli and Livadia
- 615 through 619 — не використовуються
- 620 — Serres prefecture
  - 01 through 40 — не використовуються
  - 41 — Amphipolis and Rodolivos
  - 42 — Неа-Zichni
  - 43 — Petritsi
  - 44 — не використовуються
  - 45 — Alistrati
  - 46 — Emmanouil Pappas
  - 47 — Kormista and Proti
  - 48 — не використовуються
  - 49 — Tragilos
  - 50 and 51 — не використовуються
  - 52 — Kerkini
  - 53 — не використовуються
  - 54 — Strymoniko
  - 55 through 99 — не використовуються
- 621 — Serres, Ano Vrontou, Kapetan Mitrousi, Lefkonas, Oreini, Skotousa, Skoutari and Strymonas
- 622 — Nigrita, Achinos and Visaltia
- 623 — Sidirokastro, Achladochori, Agkistro and Promachonas
- 624 — Heraklia
- 625 through 629 — не використовуються
- 630 — Chalkidiki prefecture except Polygyros and Неа-Moudania
  - 01 through 70 — не використовуються
  - 71 — Ormylia
  - 72 — Toroni
  - 73 — Anthemountas
  - 74 — Zervochoria
  - 75 — Stagira-Akanthos
  - 76 — Panagia
  - 77 — Kass andreia
  - 78 — Айос-Дімітріос
  - 79 — Triglia
  - 80 — Kallikrateia
  - 81 — Неа-Marmara
  - 82 through 84 — не використовуються
  - 85 — Pallini
  - 86 and 87 — не використовуються
  - 88 — Sithonia
  - 89 through 99 — не використовуються
- 631 — Polygyros
- 632 — Неа-Moudania including Potidaea
- 633 through 639 — не використовуються
- 640 — Kavala prefecture
  - 01 — Pangaio
  - 02 — не використовуються
  - 03 — Filippoi
  - 04 — Thasos
  - 05 and 06 — не використовуються
  - 07 — Eleftheres
  - 08 — Orfani and Piereis
  - 09 — Oreino
  - 10 — Thasos
  - 11 — Keramoti
- 641 — Eleftheroupoli
- 642 — Chrysoupoli
- 643 through 649 — не використовуються
- 650 — Kavala
- 651 — Kavala
- 652 — Kavala
- 653 — Kavala
- 654 — Kavala (centre)
- 655 — Kavala
- 656 through 659 — не використовуються
- 660 — Drama prefecture
  - 00 through 30 — не використовуються
  - 31 — Kalampaki
  - 32 — Paranesti
  - 33 — Kato Nevrokopi
  - 34 — Sitagroi
  - 35 — не використовуються
  - 37 — Nikiforos
  - 38 — Sidironero
  - 39 through 99 — не використовуються
- 661 — Drama
- 662 — Prosotsani
- 663 — Doxato
- 664 through 669 — не використовуються
- 670 — Xanthi
  - 00 through 60 — не використовуються
  - 61 — Abdera
  - 62 — Stavroupoli
  - 63 — не використовуються
  - 64 — Vistonida
  - 65 through 69 — не використовуються
- 671 — Xanthi, Myki and Selero
- 672 — Topiros
- 673 — Kotyli, Satres and Thermes
- 674 through 679 — не використовуються
- 680 — Evros Prefecture
  - 01 — Samothrace or Samothraki
  - 02 — не використовуються
  - 03 — Tychero
  - 04 — Orfeas
  - 05 — Kyprinos
  - 06 — не використовуються
  - 07 — Trigono
  - 08 and 09 — не використовуються
  - 10 — Metaxades
- 681 — Alex androupoli
- 682 — Orestiada
- 683 — Didymoteicho
- 684 — Soufli
- 685 — Feres
- 686 through 690 — не використовуються
- 691 — Komotini, Aigeiros, Fillyra and Нео-Sidirochori
- 692 — Iasmos, Amaxades and Sostis
- 693 — Sapes, Kechros and Ariana
- 694 — Maroneia
- 695 — Organi
- 696 through 699 — не використовуються

## 700s: Crete
- 700—720: Heraklio
  - 700
    - 06 — Kasteli

  - 701 — Archanes
  - 702 — Heraklio
  - 703 — Heraklio
  - 704 — Heraklio
  - 705 — Heraklio
  - 706 — Heraklio
  - 707 — Heraklio
  - 708 — Heraklio
  - 709 — Heraklio
  - 710 — Heraklio
  - 711 — Heraklio
  - 712 — Heraklio
  - 713 — Heraklio
  - 714 — Heraklio
  - 715 — Heraklio
  - 716 — Heraklio
  - 717 — Heraklio
  - 718 — Heraklio
  - 719 — Heraklio
  - 720 — Heraklio
- 721 — Айос-Nikolaos
- 730 — Chania prefecture
  - 01 — Gavdos and Pelekanos
  - 02 — Voukolies
  - 03 — не використовуються
  - 04 — Kantanos and Platanias
  - 05 — Mousouri
  - 06 — Fres and Kolymvari
  - 07 — Georgioupolis and Kryonerida
  - 08 — Armeni and Vamos
  - 09 — Anatolikos Selinos
  - 10 — не використовуються
  - 11 — Sfakia
  - 12 — не використовуються
  - 13 — Innachori
  - 14 through 99 — не використовуються
- 731 — Chania, Akrotiri, Keramioi, Неа-Kydonia, Platanias and Theriso
- 732 — Souda
- 733 — Eleftherios Venizelos
- 734 — Kissamos
- 735 до 739 — не використовуються
- 740 — Ретимно
  - 55 — Асі-Гонія
- 741 — Ретимно

## 800: Кітера та Егеїда
- 801 — Кітера, Антикітера
- 810 — не використовуються
- 811 — Лесбос
  - 00 — Мітилена
  - 01 — Аяссос
  - 02 — Ая-Параскеві, Лесбос
  - 03 — не використовуються
  - 04 — Мантамадос
  - 05 — Евергетулас
  - 06 — Гера
  - 07 — Каллоні
  - 08 — не використовуються
  - 09 — Петра
  - 10 до 99 — не використовуються
- 812 — Пломарі
- 813 — Поліхнітос
- 814 — Лемнос
  - 00 — Міріна і Неа-Куталі
  - 01 — Ацікі, Ерессос і Мундрос
- 815 — Айос-Ефстратіос
- 816 до 820 — не використовуються
- 821 — Хіос
  - 00 — Хіос, Айос-Мінас, Іонія, Хіос і Кампохора
  - 01 — не використовуються
  - 02 — Мастіхорія
  - 03 — Воліссосі Інуссес
  - 04 — Псара
  - 05 до 99 — не використовуються
- 822 — Вронтадос
- 823 до 830 — не використовуються
- 831 — острів Самос
  - 00 — Ваті (місто Самос)
  - 01 — не використовуються
  - 02 — Маратокампос
  - 03 — Піфагорея
- 832 — Карловассі
- 833 — Ікарія
  - 00 — Айос-Кірікос
  - 01 — Фурні-Корсеон і Рахес
  - 02 — Евділос
- 840 — Кіклади
  - 01 — Іос
  - 02 — Кеа і Серіфос
  - 03 — Сіфнос
  - 04 — Кімолос
  - 05 — Ліваді
  - 06 — Кінтос, Міконос
  - 08 — Аморгос
  - 09 до 99 — не використовуються
- 841 — Сірос
- 842 — Тінос
- 843 — Наксос
  - 02 — Халкіо
  - 03 до 99 — не використовуються
- 844 — Парос
- 845 — Андрос
  - 01 — Ідруса
  - 02 — Кортіо
  - 03 до 99 — не використовуються
- 846 — Міконос
- 847 — Санторіні
- 848 — Мілос
- 840 — не використовуються
- 850:
  - 01 — Ліпсі
  - 02 — Тілос
- 851: Родос
  - 01 — Агатоніссі і Іаліссос
  - 02 — Архангелос
  - 03 — Афанту
  - 04 — Кремасті
  - 05 — Каллітея, Родос
  - 06 — Камірос
  - 07 — Ліндос
  - 08 — не використовуються
  - 09 — Ембона
  - 10 — Халкі
  - 11 — Мегісті
- 852 — Калімнос
- 853 — Дікео
  - 02 — Іраклідес
  - 03 — Нісірос
- 854 — Лерос
- 855 — Патмос
- 856 — Сімі
- 857 — Кассос
- 858 — Карпатос
- 859 — Астіпалея
- 860 до 899 — не використовуються

- 900 — не використовуються.